# Reiko Suzuki
Reiko Suzuki (鈴木 れい子, Suzuki Reiko), née le 15 août 1944 à Tōkyō, est une seiyū.

## Rôles

### Série d'animation
- Hakaba Kitarō : Mère de Kitaro, médium

### Film d'animation
- Dragon Ball : La Légende de Shenron : Mère de Pansy